# NGC 5445
NGC 5445 este o galaxie lenticulară situată în constelația Câinii de Vânătoare. A fost descoperită în 1 mai 1785 de către William Herschel. Se află la o distanță de 59,9 de megaparseci de Pământ.